# Улица Белинского (Воронеж)
Улица Белинского — улица в исторической части Воронежа. Проходит, тремя обособленными участками, от улицы Петра Алексеева к Большой Стрелецкой улице. Имеет разрывы на улице Володарского, от Севастьяновского съезда до улицы Фрунзе. Одна из границ Центрального района. Протяжённость улицы около 440 м.

## История

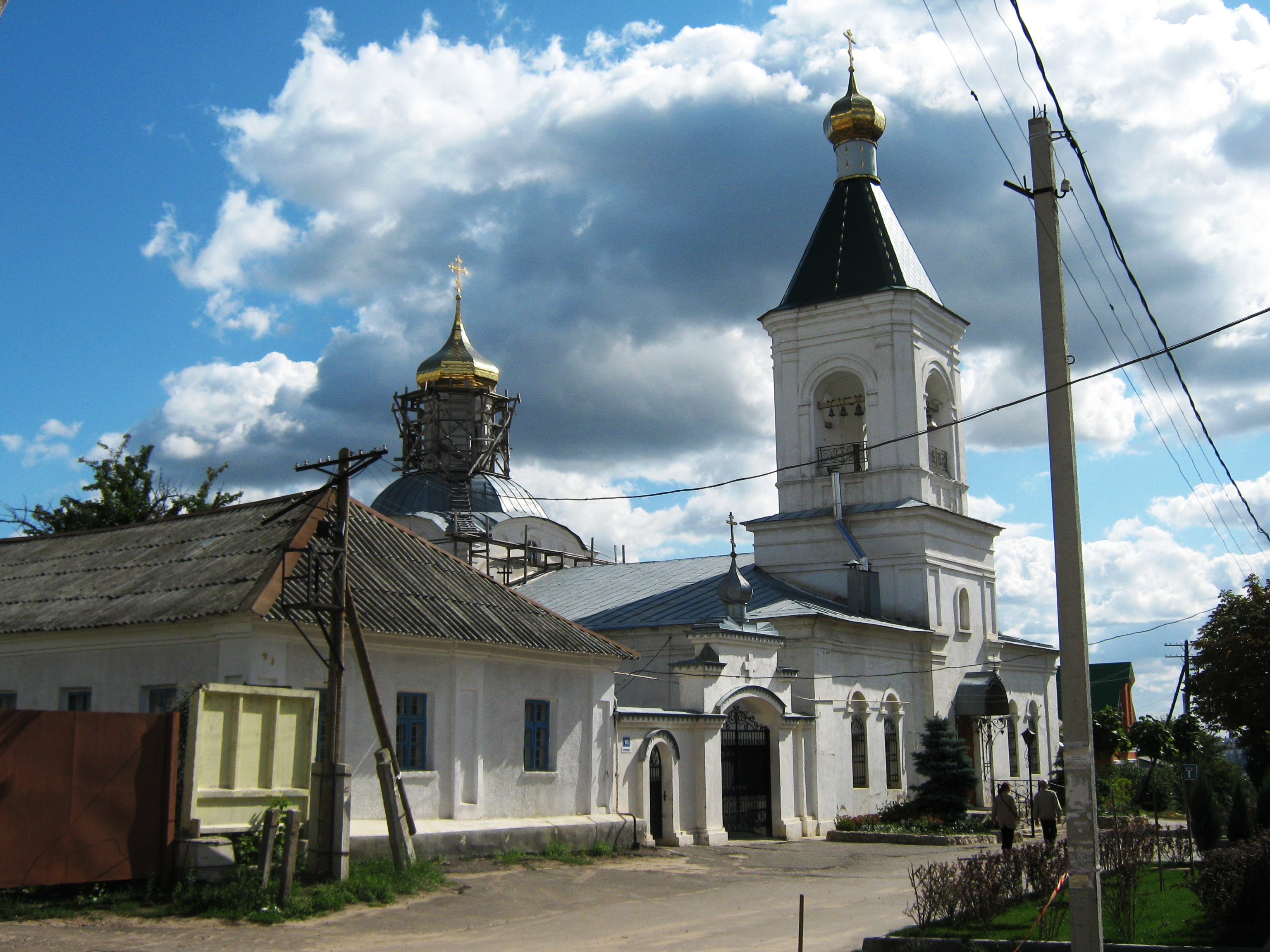
Спасская церковь

Улица проложена согласно градостроительному плану Воронежа в последней четверти XVIII века. Застройки улицы восходит к концу XVI века, часть улицы проходит по территории бывшей крепости, через прежний культовый центр города.
В районе улицы находились постройки архиерейского подворья и главный городской собор. Здесь, на месте, занимаемом ныне университетом (ВГУ), в 1836 году был открыт Митрофановский монастырь. Прошедшая его задами улица названия, связанного с монастырем, не получила — она стала Спасской (или Спасовской) по близлежащей к ней Спасской церкви. Деревянная Спасская церковь существовала уже в XVII столетии (именовалась также как Преображенская или Никольская). Нынешняя каменная церковь возведена в 1744—1750 годах, колокольня перестроена заново в 1857—1860-х годах. В советское время церковь была закрыта и использовался под склад областного архива и типографию УВД. В 1995 году богослужение было возобновлено, в 1996 году начата реставрация — первый случай работ такого характера в древнем центре города — возрождённый памятник архитектуры украсил окружающий район. На линии улицы находится также прицерковный дом, конца XIX века постройки, в дореволюционное время в нём работала приходская школа и располагалась богадельня.
Современное название, в память русского литератора Виссариона Григорьевича Белинского (1811—1848), было дано улице в 1928 году. Белинский несколько раз посещал Воронеж, он был знаком и переписывался с жившим в Воронеже поэтом А. В. Кольцовым.
В 1929 году Митрофановский монастырь был закрыт, рака мощей Митрофана была передана в музей. По сообщениям в местной прессе 1930 года в районе улиц Плехановской и Володарского строился «жилищный комбинат». В зданиях монастыря были размещены студенческие общежития, областной архив, архивное управление.
Во время Великой Отечественной войны монастырский комплекс пострадал из-за обстрелов. Колокольня использовалась оккупировавшими правый берег реки Воронеж немцами как пункт наблюдения за советскими войсками и была разрушена практически до основания (её место — у юго-западного угла современного главного корпуса ВГУ). После войны на месте Митрофановского монастыря планировалось возвести мемориал памяти, для разработки проекта был приглашён академик архитектуры Л. В. Руднев. Проект включил музей с ротондой и высокой башней (в память о монастырской колокольне). Но в 1950 году председателем Воронежского горисполкома Н. В. Бельским, главным архитектором города Н. В. Троицким было утверждено решение о строительстве на этом месте здания Воронежского Государственного Университета; площадь была переименована в Университетскую, все остававшиеся сооружения монастыря снесены.
В районе улицы сохранился ряд памятников церковной архитектуры и ценная историческая среда.
Наиболее старым жилым зданием на улице является бывший дом Ивановых (№ 28, построен на рубеже XVIII и XIX веков), к исторической застройке конца XIX — начала XX века относятся дома № 5, 19, 22, 31. Район улицы интересен и своим рельефом, определившим планировку улицы.